# Field Commander Cohen: Tour of 1979
Field Commander Cohen: Tour of 1979 je koncertní album kanadského hudebníka Leonarda Cohena, vydané v únoru 2001 hudebním vydavatelstvím Columbia Records. Bylo nahráno při několika anglických koncertech v prosinci roku 1979. Obsahuje písně z celé jeho dosavadní kariéry, nejvíce písněmi (čtyřmi) je zde zastoupeno jeho album Recent Songs, které vyšlo v září 1979.

## Seznam skladeb
Autorem všech skladeb je Leonard Cohen; jedinou výjimkou je píseň „Memories“, kterou napsal společně s Philem Spectorem.
| Pořadí | Název                             | Původní album                        | Délka |
| ------ | --------------------------------- | ------------------------------------ | ----- |
| 1.     | Field Commander Cohen             | New Skin for the Old Ceremony (1974) | 4:25  |
| 2.     | The Window                        | Recent Songs (1979)                  | 5:51  |
| 3.     | The Smokey Life                   | Recent Songs (1979)                  | 5:34  |
| 4.     | The Gypsy's Wife                  | Recent Songs (1979)                  | 5:20  |
| 5.     | Lover Lover Lover                 | New Skin for the Old Ceremony (1974) | 6:31  |
| 6.     | Hey, That's No Way to Say Goodbye | Songs of Leonard Cohen (1967)        | 4:04  |
| 7.     | The Stranger Song                 | Songs of Leonard Cohen (1967)        | 4:55  |
| 8.     | The Guests                        | Recent Songs (1979)                  | 6:05  |
| 9.     | Memories                          | Death of a Ladies' Man (1977)        | 4:38  |
| 10.    | Why Don't You Try                 | New Skin for the Old Ceremony (1974) | 3:43  |
| 11.    | Bird on the Wire                  | Songs from a Room (1969)             | 5:10  |
| 12.    | So Long, Marianne                 | Songs of Leonard Cohen (1967)        | 6:44  |

## Obsazení
- Leonard Cohen – zpěv, kytara
- Mitch Watkins – kytara
- Roscoe Beck – baskytara
- Bill Ginn – klávesy
- John Bilezikjian – úd, mandolína
- Paul Ostermayer – saxofon, flétna
- Raffi Hakopian – housle
- Steve Meador – bicí
- Jennifer Warnes – doprovodné vokály
- Sharon Robinson – doprovodné vokály